# Hornito (vulcanologia)

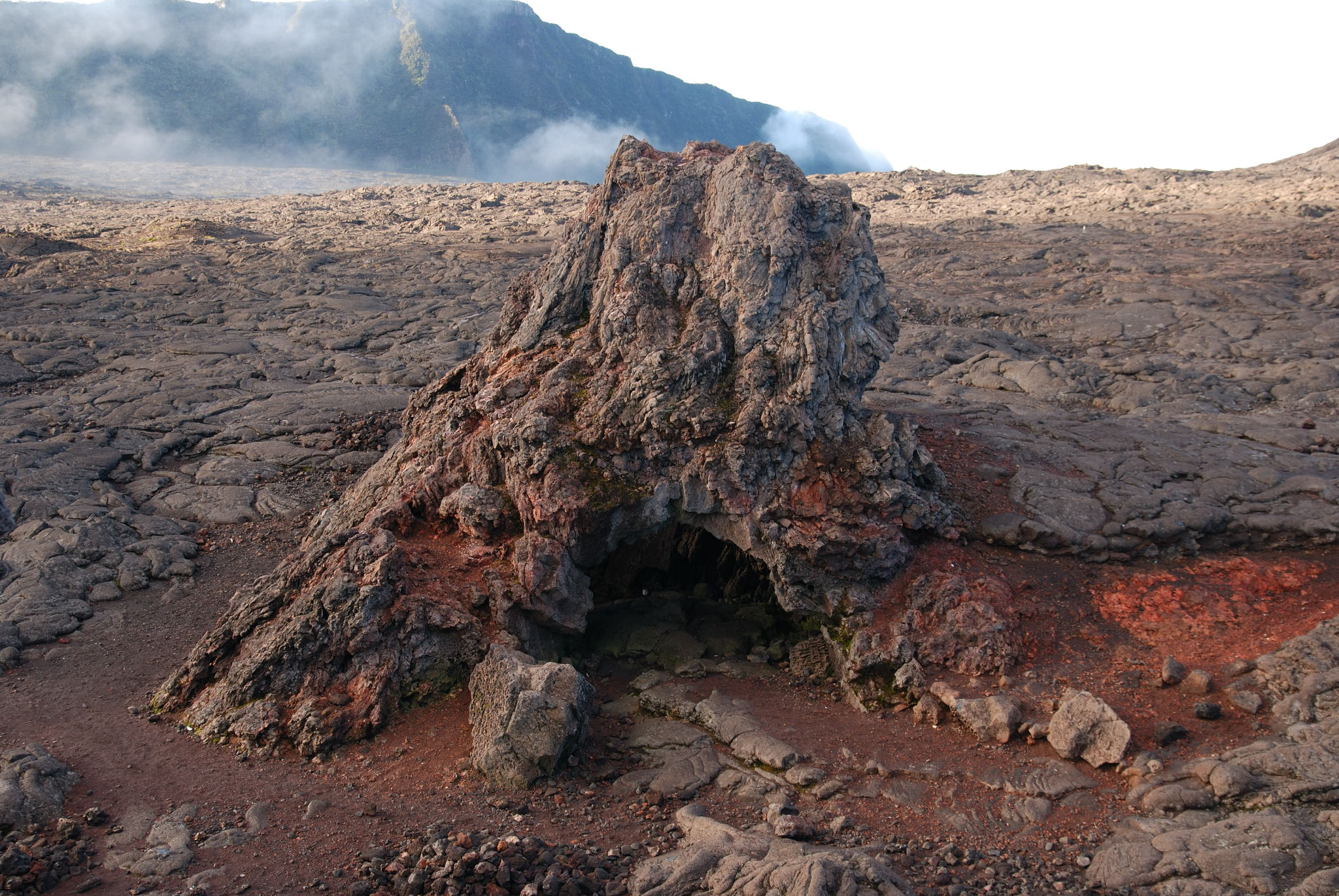
Un hornito sull'isola della Riunione

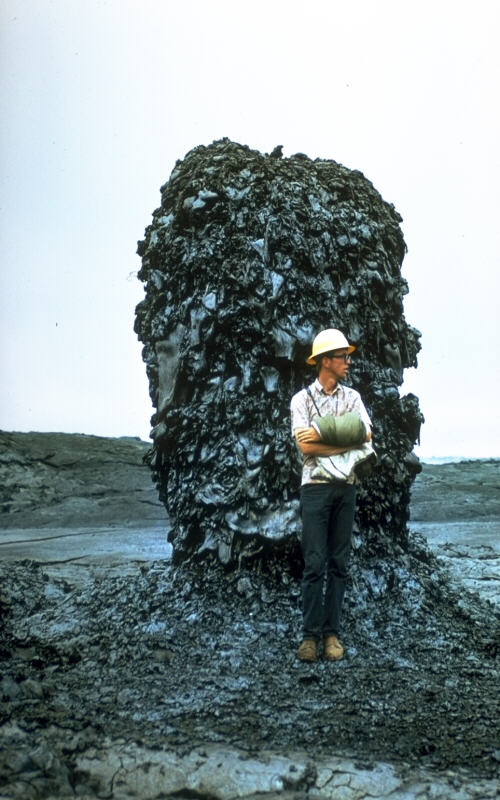
Un esempio di hornito alle Hawaii che ha costruito depositi di schizzi di lava in un tumulo sopra la sua bocca

Gli hornito sono strutture coniche costruite dalla lava espulsa attraverso un'apertura nella crosta di una colata lavica. Gli hornito sono simili ai coni di spruzzo ma sono privi di radici, il che significa che una volta erano una fonte di lava, ma quella fonte non era direttamente associata a una vera bocca o fonte di magma. Di solito sono creati dal lento risalire della lava attraverso il tetto di un tunnel di lava. L'alta pressione provoca la fuoriuscita di lava e schizzi. La lava si accumula in superficie e si solidifica creando la struttura iniziale. Gli hornito possono crescere e superare i 10 metri di altezza.